# Pinkadombhát
Pinkadombhát (németül: Hochart) Pinkafő településrésze egykor önálló község Ausztriában, Burgenland  tartományban, a Felsőőri járásban.

## Fekvése
Felsőőrtől 12 km-re, Pinkafőtől 3 km-re északnyugatra a régi magyar határ mellett fekszik.

## Története
Pinkadombhátat a 16. század végén alapították.  Régi klasszicista templomát 1823-ban építtette Batthyány Franciska grófnő. A templomot 1968-ban az új templom építésekor zárták be.
Vályi András szerint „HOCHARD. Német falu Vas Várm. földes Ura G. Batthyáni Uraság, lakosai katolikusok, fekszik Pinkafeldhez 2/4 mértföldnyire, és annak filiája, határja néhol soványas, eladásra meglehetős módgya van.”
Fényes Elek szerint „Hochárt, német falu, Vas vmegyében, Pinkafeldhez 1/2 óra: 192 kath. lak. Fenyves. F. u. gr. Batthyáni Miklós. Ut. p. Kőszeg.”
Vas vármegye monográfiája szerint „Dombhát, 34 házzal és 233 németajkú, r. kath. lakossal. Határszéli község Alsó-Ausztria felé. Postája és távírója Pinkafő. A lakosok nagy része a kádármesterséget űzi.”
1910-ben 208 német lakosa volt. A trianoni békeszerződésig Vas vármegye Felsőőri járásához tartozott. 1921-ben Ausztria Burgenland tartományának része lett. 1971-ben Pinkafőhöz csatolták. 2001-ben 341 lakosa volt.

## Nevezetességei
A "Sarlósboldogasszony" tiszteletére szentelt római katolikus temploma 1969 - 1970-ben épült a nagyszentmihályi Tibor Brestyansky tervei szerint. 1970. július 27-én szentelte fel Stefan László kismartoni püspök. 15 méter magas tornyában három harang lakik.

## Külső hivatkozások
- Pinkafő város hivatalos oldala
- A pinkafői plébánia honlapja